# Saarwellingen
Saarwellingen är en kommun och ort i Landkreis Saarlouis i förbundslandet Saarland i Tyskland.
De tidigare kommunerna Reisbach, och Schwarzenholz uppgick i Saarwellingen 1 januari 1974.